# Oie à bec court
Anser brachyrhynchus
Espèce
Statut de conservation UICN

 LC  : Préoccupation mineure

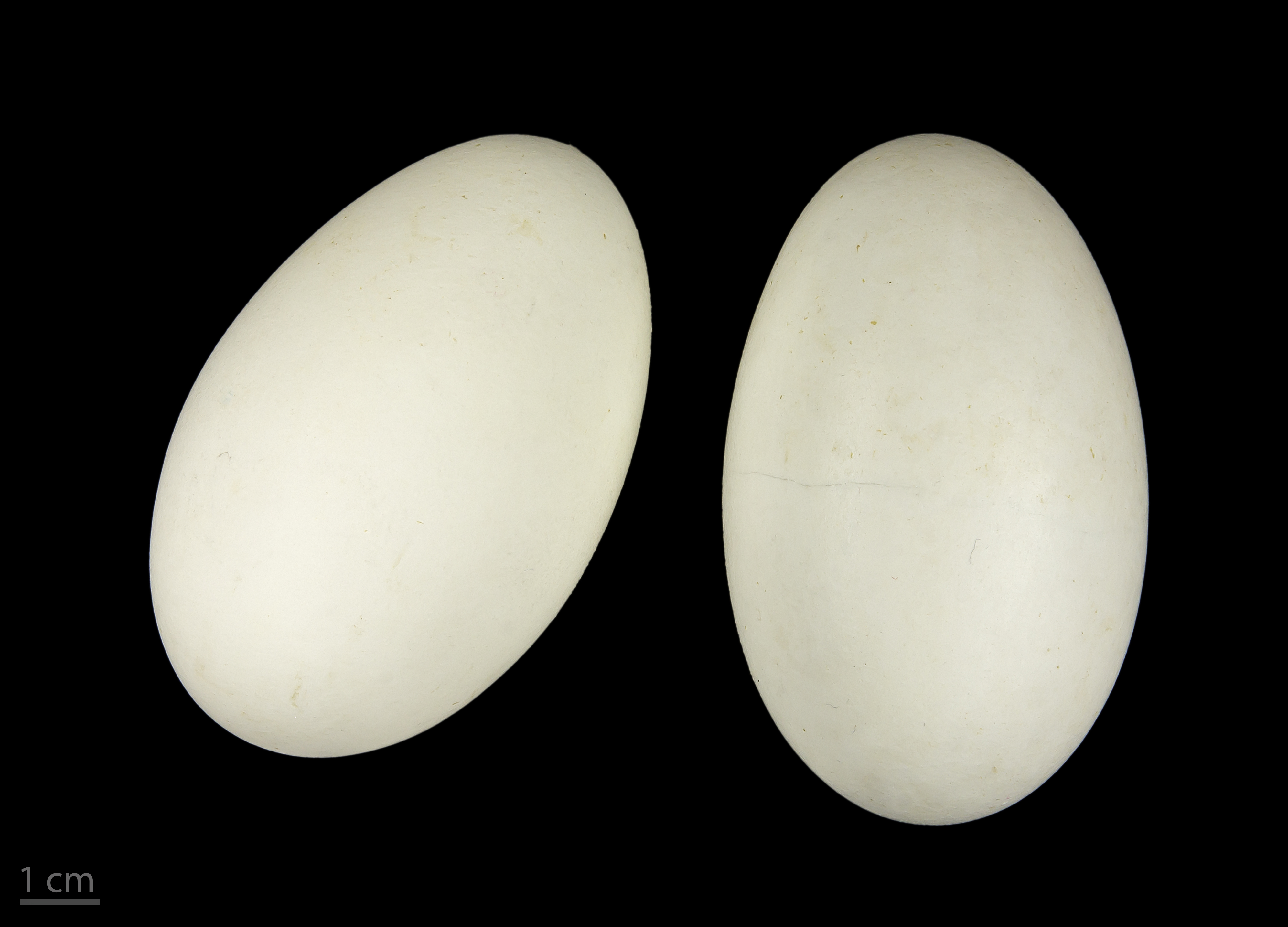
Anser brachyrhynchus - MHNT

L’oie à bec court (Anser brachyrhynchus) est une petite oie, parfois considérée comme une sous-espèce de l'oie des moissons (Anser fabalis).

## Description
Elle mesure entre 60 et 76 cm de longueur et de 137 à 161 cm d'envergure. Le plumage est gris, plus foncé sur la tête. On la distingue de l'oie des moissons par sa taille inférieure, ses pattes roses et son bec rose et noir.

## Habitat
C'est une espèce migratrice. Elle niche dans la toundra au Groenland, en Islande et sur l'archipel de Svalbard. En hiver, elle fréquente les champs cultivés surtout en Grande-Bretagne, au Danemark et aux Pays-Bas. La quasi-totalité de la population de Svalbard hiberne dans les polders de la côte belge, surtout entre le Parc naturel du Zwin, Ostende et Damme.

## Biologie
L'oie à bec court est une espèce très sociable qui niche en colonies. La reproduction débute dès le mois de mai, les oiseaux partent en migration entre août et septembre. En hiver, ils se rassemblent en grands groupes souvent bruyants mais ne se mêlent pas aux autres espèces d'oies. C'est une espèce aquatique qui nage fréquemment.

## Populations
La population est estimée à 280 000 individus, l'espèce n'est pas menacée.

## Alimentation
Herbe, grain perdu, carottes et pommes de terre, feuilles de betteraves.

## Taxonomie
Le nom de l'espèce brachyrhynchus « à bec court » est dérivé du grec brachy-/βραχυ- « court » et rhynchos/ρυνχος « bec ». Des espèces portent le même nom d'espèce, Elephantulus brachyrhynchus ou un nom voisin Corvus brachyrhynchos.